# Kanton Villeneuve-Saint-Georges
Der Kanton Villeneuve-Saint-Georges ist seit 1919 ein französischer Wahlkreis für die Wahl des Départementrats in den Arrondissements Créteil und L’Haÿ-les-Roses, im Département Val-de-Marne und in der Region Île-de-France; sein Bureau centralisateur befindet sich in Villeneuve-Saint-Georges.

## Gemeinden
Der Kanton besteht aus drei Gemeinden und Gemeindeteilen mit insgesamt 55.568 Einwohnern (Stand: 1. Januar 2022) auf einer Gesamtfläche von 14,08 km²:
| Gemeinde                        | Einwohner 1. Januar 2022 | Fläche km² | Dichte Einw./km² | Code INSEE | Postleitzahl | Arrondissement  |
| ------------------------------- | ------------------------ | ---------- | ---------------- | ---------- | ------------ | --------------- |
| Limeil-Brévannes                | 27.806                   | 6,93       | 4.012            | 94044      | 94450        | Créteil         |
| Valenton                        | 14.453                   | 5,31       | 2.722            | 94074      | 94460        | L’Haÿ-les-Roses |
| Villeneuve-Saint-Georges        | 13.309                   | 1,84       | 7.233            | 94078      | 94190        | L’Haÿ-les-Roses |
| Kanton Villeneuve-Saint-Georges | 55.568                   | 14,08      | 3.947            | 9421       | –            | –               |

1. ↑   Nur der östliche Teil der Gemeinde, der Rest gehört zum Kanton Choisy-le-Roi.

Bis zur Neuordnung bestand der Kanton Villeneuve-Saint-Georges aus der Gemeinde Villeneuve-Saint-Georges. Sein Zuschnitt entsprach einer Fläche von 8,75 km2.